# 深圳市佳士科技
深圳市佳士科技股份有限公司（Shenzhen Jasic Technology Co., Ltd，深交所：300193），简称佳士科技，是中国大陆的一家上市股份有限公司，经营范围包括焊割设备及配件、五金制品、电子设备、电源设备及配件的生产、加工、销售，货物及技术进出口。
佳士科技于2005年9月12日在广东省深圳市成立。2011年3月22日，登陆深圳证券交易所创业板市场。2018年7月，因为佳士工人維權事件而受到各界关注。